# Licentia docendi
La licentia docendi est une licence (ou autorisation) d'enseigner, accordée au Moyen Âge à toute personne souhaitant enseigner dans le diocèse, par l'évêque ou son représentant, notamment le chancelier d'une école, à l'exemple des chanceliers des écoles parisiennes de Notre-Dame et de Sainte-Geneviève. Elle est instaurée, dans un souci d'unification des structures d'enseignement, sous le pape Alexandre III dans les années 1160. Le concile de Latran III généralise en 1179 ce système, dont l'effet réel doit cependant être modéré puisqu'il ne s'applique pas aux enseignements de droit et de médecine. La licentia docendi préfigure les grades des universités médiévales, à partir du XIIIe siècle.
La licentia docendi est à l'origine du terme de licence que l'on retrouve dans les cursus universitaires de nombreux pays.